# Cropia viridimicans
Cropia viridimicans är en fjärilsart som beskrevs av Druce 1908. Cropia viridimicans ingår i släktet Cropia och familjen nattflyn. Inga underarter finns listade i Catalogue of Life.